# کاپیتول ایالت کنتیکت

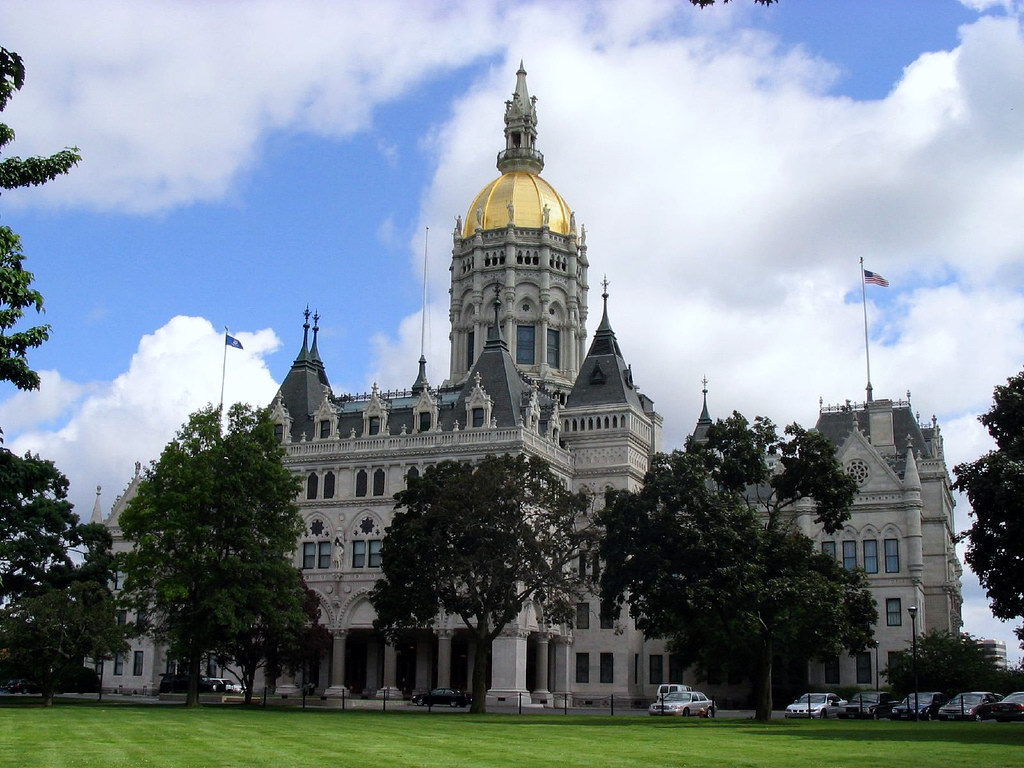

ساختمان کاپیتل ایالت کانتیکت (Connecticut State Capitol) بنایی است که شاخه مقننه دولت ایالت کانتیکت در آن قرار دارد. معماران بنا عبارتند از
- Richard M. Upjohn
- James G. Batterson

بنای کنونی در سال ۱۸۷۲ ساخته گردید و در هارتفورد قرار دارد.
این بنا هم‌خانه مجلس نمایندگان است هم مجلس سنای ایالت.

## نگارخانه

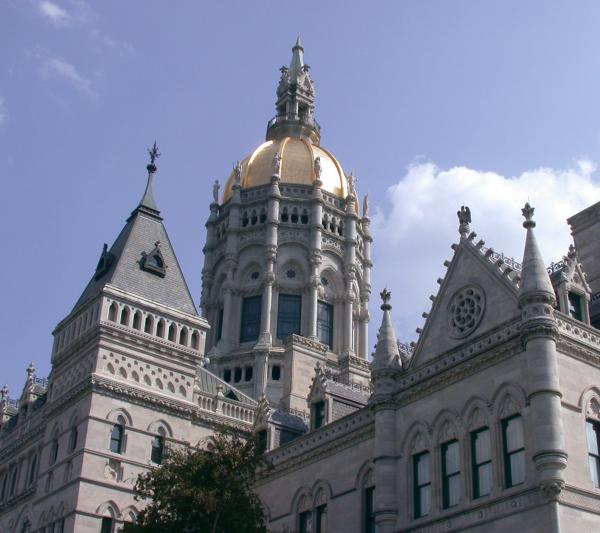
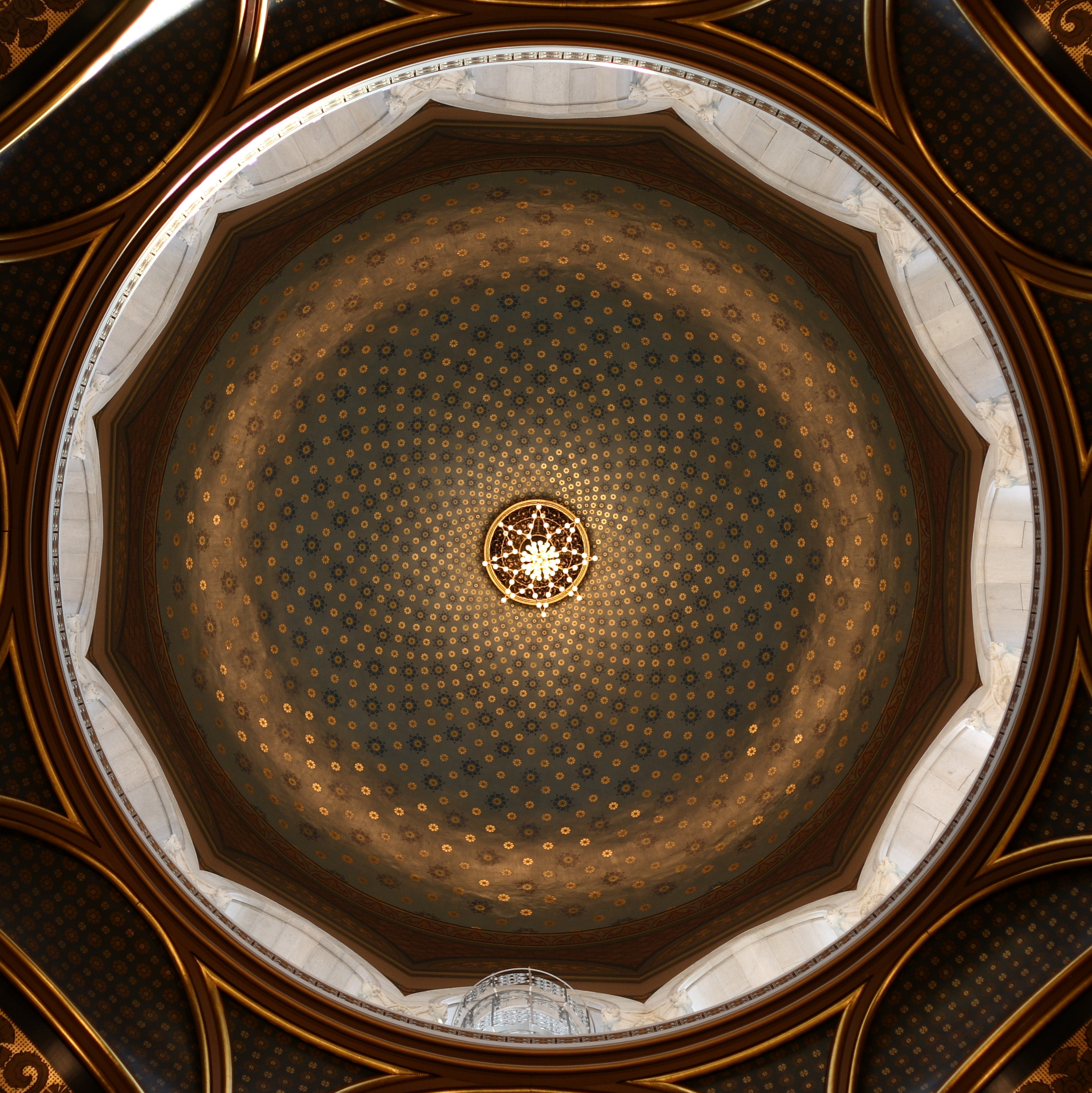
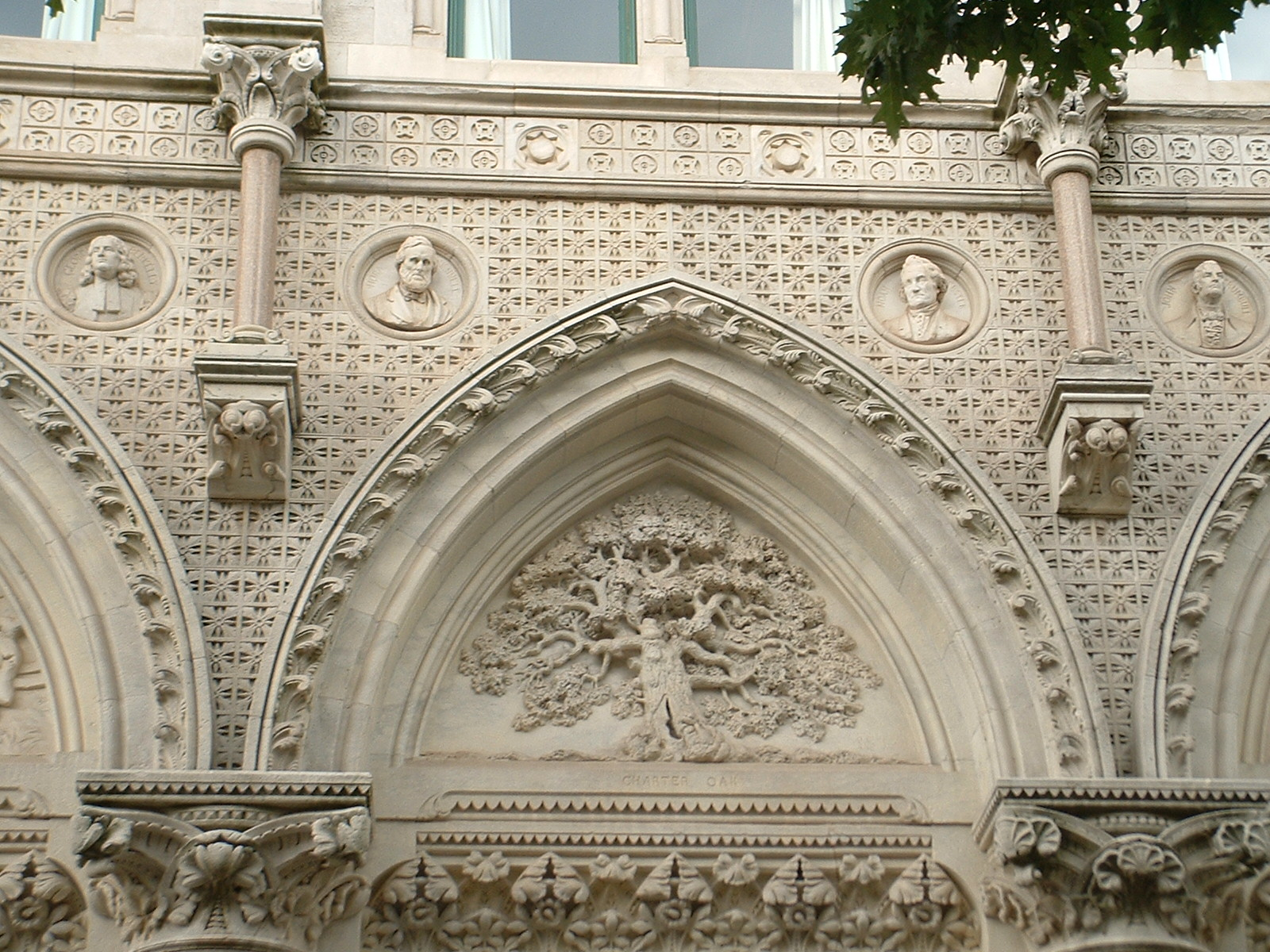
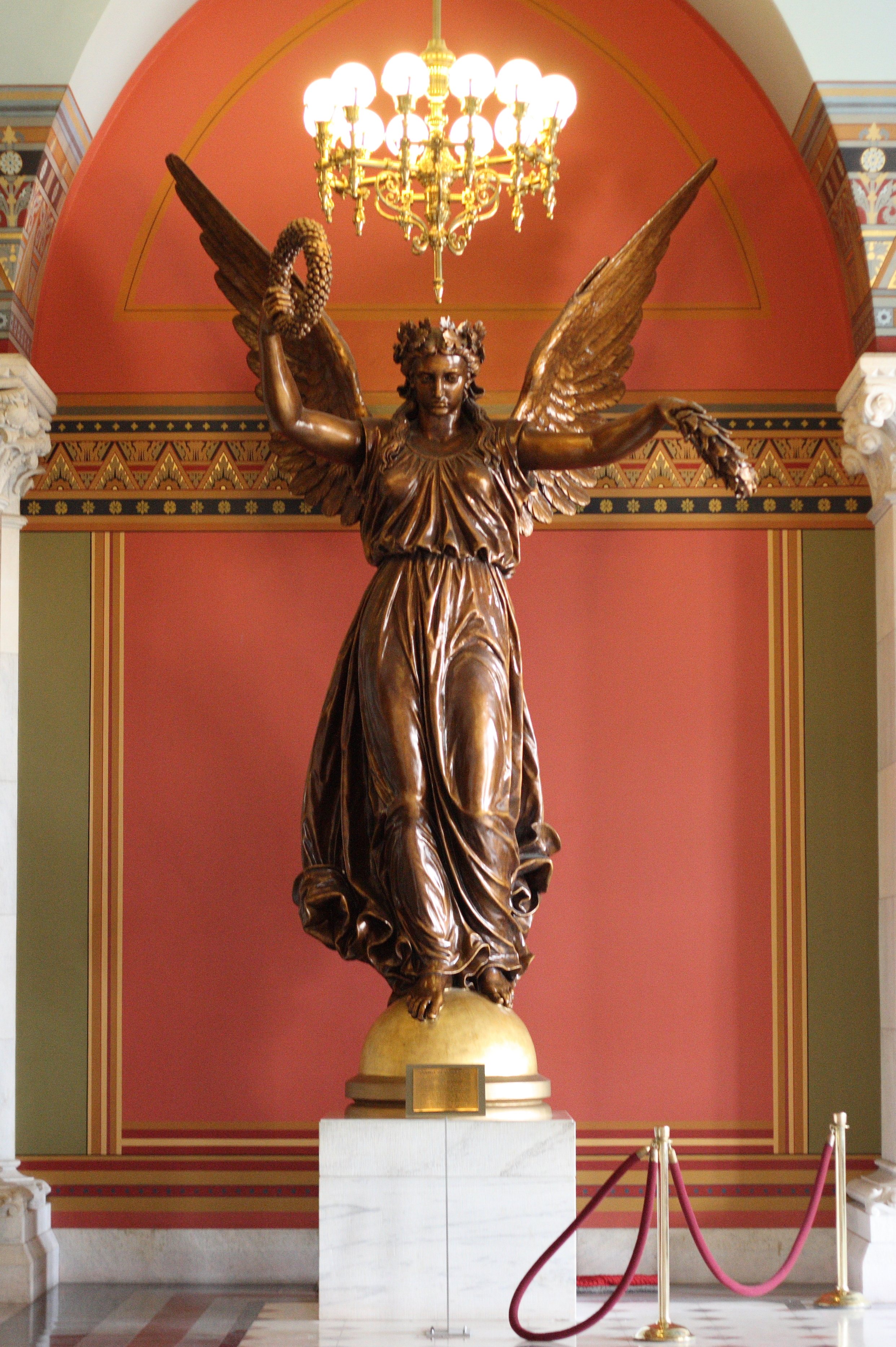